# Marek Wojtera
Marek Jacek Wojtera (Łęczyca; 24 de Novembro de 1963 — ) é um político da Polónia.
Ele foi eleito para a Sejm em 25 de Setembro de 2005 com 8715 votos em 11 no distrito de Sieradz, candidato pelas listas do partido Samoobrona Rzeczpospolitej Polskiej.